# Alena Horáková
Alena Horáková (* 6. Mai 1961, geborene Alena Nejedlová) ist eine ehemalige tschechische Badmintonspielerin aus Liberec. 

## Karriere
Alena Horáková gewann schon als Junior 1978 ihren ersten Doppeltitel bei den Erwachsenen in der ČSSR. 1980 siegte sie erstmals im Mixed, 1981 erstmals im Dameneinzel. Nach einer zehnjährigen Titelabstinenz gewann sie 1992 ihr letztes nationales Championat im Doppel mit Ludmila Šimáková.

## Sportliche Erfolge
| Saison | Veranstaltung                                          | Disziplin   | Platz | Name                               |
| ------ | ------------------------------------------------------ | ----------- | ----- | ---------------------------------- |
| 1977   | DDR: Internationales Werner-Seelenbinder-Gedenkturnier | Mixed       | 3     | Karel Lakomý / Alena Nejedlová     |
| 1978   | Tschechoslowakische Einzelmeisterschaften der Junioren | Mixed       | 1     | Ladislav Tandler / Alena Nejedlová |
| 1978   | Tschechoslowakische Einzelmeisterschaften der Junioren | Dameneinzel | 1     | Alena Nejedlová                    |
| 1978   | Tschechoslowakische Einzelmeisterschaften der Junioren | Damendoppel | 1     | Milena Hamralová / Alena Nejedlová |
| 1978   | Tschechoslowakische Einzelmeisterschaften              | Damendoppel | 1     | Alena Nejedlová / Milena Hamralová |
| 1979   | Tschechoslowakische Einzelmeisterschaften der Junioren | Mixed       | 1     | Stanislav Kraus / Alena Nejedlová  |
| 1979   | Tschechoslowakische Einzelmeisterschaften der Junioren | Dameneinzel | 1     | Alena Nejedlová                    |
| 1979   | Tschechoslowakische Einzelmeisterschaften der Junioren | Damendoppel | 1     | Eliška Klučková / Alena Nejedlová  |
| 1979   | Tschechoslowakische Einzelmeisterschaften              | Damendoppel | 1     | Alena Nejedlová / Dagmar Benická   |
| 1980   | Tschechoslowakische Einzelmeisterschaften              | Mixed       | 1     | Michal Malý / Alena Nejedlová      |
| 1981   | Tschechoslowakische Einzelmeisterschaften              | Dameneinzel | 1     | Alena Nejedlová                    |
| 1981   | Tschechoslowakische Einzelmeisterschaften              | Damendoppel | 1     | Alena Nejedlová / Zuzana Urbanková |
| 1982   | Tschechoslowakische Einzelmeisterschaften              | Dameneinzel | 1     | Alena Nejedlová                    |
| 1982   | Tschechoslowakische Einzelmeisterschaften              | Damendoppel | 1     | Alena Nejedlová / Zuzana Urbanková |
| 1992   | Tschechoslowakische Einzelmeisterschaften              | Damendoppel | 1     | Ludmila Šimáková / Alena Horáková  |